# Flávio Bauraqui
Flávio Bauraqui (Santa Maria, 23 de março de 1966) é um ator e apresentador brasileiro. Já deu vida a grandes nomes reconhecidos nacionalmente no teatro e cinema como Pelé, Jair Rodrigues, Ismael Silva e Cartola.

## Biografia
Nas artes dramáticas, o ator considera-se um autodidata, porque construiu sua carreira antes de ter suas primeiras oficinas de interpretação, canto ou dança. Pois, desde criança tinha o habito de criar personagens e escrever textos teatrais sendo ele, o protagonista. Fez teatro na capital Porto Alegre e em sua cidade natal, Santa Maria, onde criou a companhia “Grupo Improviso” que durou cinco anos. Em 1993, parte para o Rio de Janeiro, onde chegou a trabalhar até como porteiro para conseguir se sustentar. 

## Carreira
Até que, em 1995, acontece sua estréia no teatro profissional com a Cia Trupe do Rei, na peça Forrobodó. Em seguida, vieram Baunilha e Trioleto, Alcacina e Nicoleta todas de direção de André Paes Leme. Em 2013, Forrobodó reestreia com Flávio atuando em outro papel. Desde então, atua ativamente no teatro, contabilizando mais de 20 peças de teatro em 20 anos de carreira. Em 2007, ganha reconhecimento na TV, vivendo o motorista evangélico Ezequiel na novela Duas Caras. Em maio, 2010, entra para etapa final da novela teen Malhação ID, como assistente de moda de Linda Glitter, Milton, que assume o comenado das "The Lícias".

## Filmografia

### Televisão
| Ano           | Título                       | Personagem                                      | Notas |
| ------------- | ---------------------------- | ----------------------------------------------- | --- |
| 2003          | Carga Pesada                 | Sarará                                          | Episódio: "Cotidiano"                                                                                        |
| 2004          | Linha Direta Justiça         | Manoel Pereira da Cruz Febrônio Índio do Brasil | Caso: "Máscara de Chumbo" Caso: "Febrônio, o Filho da Luz"                                                   |
| 2004          | Malhação                     | Sebastião (Tião)                                | Episódio: "10–15 de junho"                                                                                   |
| 2005          | Carga Pesada                 |                                                 | Episódio: "Sem Identidade"                                                                                   |
| 2006          | A Grande Família             | Válter                                          | Episódio: "O Fugitivo"                                                                                       |
| 2006          | Sinhá Moça                   | André                                           | |
| 2007          | Paraíso Tropical             | Evaldo Rocha                                    | |
| 2007          | Duas Caras                   | Ezequiel Caó dos Santos                         | |
| 2008          | Toma Lá, Dá Cá               | Negro Júnior                                    | Episódio: "Além da Arrebentação"                                                                             |
| 2008          | Casos e Acasos               | Edvaldo Rei Mago                                | Episódio: "A Vaga, a Entrevista e o Cachorro-Quente" Episódio: "O Papai Noel, a Perna Quebrada e o Presépio" |
| 2009          | Caras & Bocas                | Marcelo                                         | |
| 2010          | As Cariocas                  | Edimílsson                                      | Episódio: "A Internauta da Mangueira"                                                                        |
| 2010          | Malhação ID                  | Mílton                                          | Episódios: "26 de maio–20 de agosto"                                                                         |
| 2012          | As Brasileiras               | Tadeu                                           | Episódio: "A Inocente de Brasília"                                                                           |
| 2012          | Amor Eterno Amor             | Hamilton                                        | |
| 2013          | Alexandre e Outros Heróis    | Firmino                                         | Especial de fim de ano                                                                                       |
| 2014          | Meu Pedacinho de Chão        | Rodapé                                          | |
| 2015          | Malhação: Seu Lugar no Mundo | Samuel Matos                                    | |
| 2017          | Filhos da Pátria             | Zé Gomes de Deus                                | |
| 2018          | Impuros                      | Adilson                                         | |
| 2020-presente | Arcanjo Renegado             | Barata                                          | [ 9 ] |
| 2020          | Falas Negras                 | Luiz Gama                                       | Especial do dia da Consciência Negra                                                                         |
| 2021          | Segunda Chamada              | Sandro                                          | |
| 2022–2023     | Cine Holliúdy                | Dr. Odílio                                      | |
| 2023          | Todo Dia a Mesma Noite       | Bruno                                           | |
| 2023          | Santo Maldito                | Caiuby                                          | |
| 2023          | Terra e Paixão               | Gentil dos Santos                               | |

### Cinema
| Ano  | Título                           | Personagem                             | Notas          |
| ---- | -------------------------------- | -------------------------------------- | -------------- |
| 2002 | Madame Satã                      | Tabu                                   |                |
| 2004 | Quase Dois Irmãos                | Jorginho (jovem)                       |                |
| 2004 | Capital Circulante               |                                        | Curta-metragem |
| 2005 | Cafundó                          | Exu                                    |                |
| 2005 | Achados e Perdidos               | Promotor Antunes                       |                |
| 2006 | Noel - Poeta da Vila             | Ismael Silva                           |                |
| 2006 | Os 12 Trabalhos                  | Jonas                                  |                |
| 2006 | O Cheiro do Ralo                 | Homem da caixa de música               |                |
| 2006 | O Céu de Suely                   | Balconista                             |                |
| 2006 | Zuzu Angel                       | Mota                                   |                |
| 2006 | Cada Um Com Seu Cada Qual        | Participação                           | Curta-metragem |
| 2007 | Maré, Nossa História de Amor     | Paulo                                  |                |
| 2007 | Mutum                            | Seu Deográcias                         |                |
| 2008 | Meu Nome Não é Johnny            | Presidiário Charles                    |                |
| 2009 | Jardim Beleléu (Heaven Garden)   | Itamar Assumpção                       | Curta-metragem |
| 2010 | O Bolo                           | Agnaldo                                | Curta-metragem |
| 2010 | Quincas Berro D'Água             | Pastinha                               |                |
| 2010 | O Senhor do Labirinto            | Arthur Bispo do Rosário                |                |
| 2010 | 5x Favela - Agora por Nós Mesmos | Raimundo                               |                |
| 2010 | O Catador de Sonhos              |                                        | Curta-metragem |
| 2011 | Ninjas                           | Jaílton                                | Curta-metragem |
| 2012 | Noite de Reis                    | Marcos                                 |                |
| 2013 | Faroeste Caboclo                 | Pai de João de Santo Cristo            |                |
| 2013 | Nelson Ninguém                   | Coveiro                                |                |
| 2014 | O Outro Lado do Paraíso          | Jorjão                                 |                |
| 2015 | Quase Memória                    | Seu Ministro                           |                |
| 2016 | Nise: O Coração da Loucura       | Otávio Ignacio                         |                |
| 2016 | A Frente Fria que a Chuva Traz   | Gru                                    |                |
| 2019 | A Vida Invisível                 | Alberto Macedo Gomes de Paula (Macedo) |                |
| 2019 | Macabro                          | Tião                                   |                |
| 2020 | Não Vamos Pagar Nada             | Sargento Fonseca                       |                |
| 2020 | Abraço                           | Jorge Braga                            |                |
| 2021 | Homem Livre                      | Pastor Gileno Maia                     |                |
| 2022 | Pureza                           | Narciso                                |                |
| 2022 | Medida Provisória                | Kabengele                              | [ 18 ]         |
| 2022 | Ela e Eu                         | Médico de Bia                          |                |
| 2023 | Mussum, o Filmis                 | Cartola                                |                |

## Teatro
| Ano     | Título                              | Personagem                  |
| ------- | ----------------------------------- | --------------------------- |
| 1995    | Forrobodó                           | Maestro                     |
| 1996    | Cabaret La Boop                     |                             |
| 1997    | Baunilha e Trioleto                 |                             |
| 1997    | Alcacina e Nicoleta                 |                             |
| 1997    | A Capital Federal                   | Lourenço/Chasseur           |
| 1998    | Chico Viola                         |                             |
| 1999    | Garoto Noel                         | Padre Surdo/Sinhô/etc..     |
| 2000    | A Excêntrica Família Silva          | Benjamin de Oliveira/Cupido |
| 2000    | Crioula - A Dama do Suinge          | Pelé                        |
| 2000    | Atlântida - O Reino da Chanchada    | Chico                       |
| 2001    | Clara Nunes: Brasil Mestiço         |                             |
| 2002    | Elis: A Estrela do Brasil           | Jair Rodrigues              |
| 2003    | Nada de Pânico                      |                             |
| 2004    | Obrigado, Cartola!                  | Bento/Cartola               |
| 2004    | Grande Othelo – Êta Moleque Bamba   | Grande Otelo                |
| 2006    | Antônio e Cleópatra                 | Otávio César                |
| 2011    | Namíbia, Não!                       | André                       |
| 2013    | Lima Barreto, ao Terceiro Dia       | Lima Barreto (adulto)       |
| 2013    | Forrobodó - Um Choro na Cidade Nova | Escandanhas                 |
| 2014    | A Caligrafia de Dona Sofia          | Carteiro Ananias            |
| 2015–17 | Cartola - O Mundo é um Moinho       | Cartola                     |

## Prêmios e indicações
| Ano  | Premiação                           | Nomeação                                            | Trabalho                       | Resultado | Ref.   |
| ---- | ----------------------------------- | --------------------------------------------------- | ------------------------------ | --------- | ------ |
| 2003 | Grande Prêmio do Cinema Brasileiro  | Melhor Ator Coadjuvante                             | Madame Satã                    | Indicado  | [ 19 ] |
| 2004 | Festival do Rio                     | Melhor Ator                                         | Quase Dois Irmãos              | Venceu    | [ 20 ] |
| 2006 | Prêmio ACIE de Cinema               | Melhor Ator                                         | Quase Dois Irmãos              | Indicado  | [ 21 ] |
| 2006 | Prêmio Guarani de Cinema Brasileiro | Melhor Ator                                         | Quase Dois Irmãos              | Indicado  | [ 22 ] |
| 2007 | Grande Prêmio do Cinema Brasileiro  | Melhor Ator                                         | Quase Dois Irmãos              | Indicado  |        |
| 2007 | Cine PE                             | Melhor Ator Coadjuvante                             | Os 12 Trabalhos                | Venceu    | [ 23 ] |
| 2010 | Festival de Gramado                 | Melhor Ator de Curta                                | Ninjas                         | Venceu    | [ 24 ] |
| 2010 | Barcelona Cinema Festival           | Melhor Ator de Curta                                | Jardim Beleléu (Heaven Garden) | Venceu    | [ 25 ] |
| 2010 | New York Short Film Festival        | Melhor Ator de Curta                                | Jardim Beleléu (Heaven Garden) | Venceu    | [ 26 ] |
| 2010 | 20º Cine Ceará                      | Melhor Ator de Curta                                | Jardim Beleléu (Heaven Garden) | Venceu    | [ 27 ] |
| 2016 | Troféu APCA de Teatro               | Melhor Ator                                         | Cartola - O Mundo é um Moinho  | Indicado  | [ 28 ] |
| 2016 | Prêmio Aplauso Brasil               | Melhor Ator                                         | Cartola - O Mundo é um Moinho  | Indicado  |        |
| 2016 | Prêmio Quem de Teatro               | Melhor Ator                                         | Cartola - O Mundo é um Moinho  | Indicado  | [ 29 ] |
| 2017 | 6º Prêmio Botequim Cultural         | Melhor Ator                                         | Cartola - O Mundo é um Moinho  | Indicado  | [ 30 ] |
| 2017 | Prêmio Bibi Ferreira                | Melhor Ator                                         | Cartola - O Mundo é um Moinho  | Indicado  | [ 31 ] |
| 2017 | Grande Prêmio do Cinema Brasileiro  | Melhor Ator Coadjuvante                             | Nise: O Coração da Loucura     | Venceu    | [ 32 ] |
| 2017 | Festival de Caruaru                 | Melhor Ator                                         | Homem Livre                    | Venceu    | [ 33 ] |
| 2021 | Festival Sesc Melhores Filmes       | Melhor Ator Nacional                                | Abraço                         | Indicado  |        |
| 2021 | Prêmio Platino                      | Melhor Interpretação Masculina Coadjuvante em Série | Arcanjo Renegado               | Indicado  |        |
| 2021 | Grande Prêmio do Cinema Brasileiro  | Melhor Ator                                         | Abraço                         | Indicado  | [ 36 ] |
| 2021 | Grande Prêmio do Cinema Brasileiro  | Melhor Ator Coadjuvante                             | Não Vamos Pagar Nada           | Indicado  | [ 36 ] |
| 2021 | Grande Prêmio do Cinema Brasileiro  | Melhor Ator Coadjuvante                             | Macabro                        | Indicado  | [ 36 ] |
| 2021 | Festival do Rio                     | Melhor Ator Coadjuvante                             | Medida Provisória              | Indicado  |        |